# Гай Анний
Гай А́нний (лат. Gaius Annius; умер после 80 года до н. э.) — римский военачальник и политический деятель из плебейского рода Анниев, проконсул Ближней Испании в 81/80 году до н. э.

## Биография
Из текста одной латинской надписи известно, что отец и дед Гая Анния носили преномен Тит. Согласно одной из версий, Титом-отцом мог быть Тит Анний Луск Руф, консул 128 года до н. э.
Первое упоминание о Гае Аннии в сохранившихся источниках относится к 108 году до н. э. Тогда он участвовал в Югуртинской войне под началом Квинта Цецилия Метелла (впоследствии Нумидийского), командуя в качестве префекта вспомогательными лигурийскими когортами. 
В 81/80 году до н. э. диктатор Луций Корнелий Сулла направил Гая в Испанию. Тот стал наместником, по разным версиям, Ближней Испании или сразу и Ближней, и Дальней; под его началом было сразу двое квесторов, Луций Фабий Испанский и Гай Тарквиций Приск. Во главе примерно 20-тысячной армии Гай Анний двинулся в свою провинцию, которую контролировал тогда марианец Квинт Серторий. Анний прорвался через Пиренеи, и после этого Серторий бежал в Мавретанию, не оказав сопротивления. В дальнейшем Гай Анний уже не упоминается в источниках.